# Prochoreutis sehestediana
Prochoreutis sehestediana — вид лускокрилих комах родини хореутид (Choreutidae).

## Поширення
Вид поширений в Європі та значній території Азії (за винятком Південно-Східної Азії). Присутній у фауні України.

## Опис
Розмах крил 9-12 см.

## Спосіб життя
Є два покоління на рік. Метелики літають в травні та у липні-серпні. Гусениці живляться шоломницею (Scutellaria).